# ロナルド・ニール・スチュアート
ロナルド・ニール・スチュアート（英語: Ronald Niel Stuart、1886年8月26日 - 1954年2月8日）は、イギリスの軍人。
w:British Merchant Navyの代将。イギリス海軍の大佐。第一次世界大戦の大西洋における功績によりヴィクトリア十字勲章を授与されている。また、Distinguished Service Order、Decoration for Officers of the Royal Naval Reserve、Royal Naval Reserveも授与されている。イングランドのリヴァプール生まれ。